# Dorothy Kirsten
Dorothy Kirsten (Montclair, 6 luglio 1910 – Los Angeles, 18 novembre 1992) è stata un soprano e attrice statunitense.

## Biografia
Nata in una famiglia dedita alla musica (la madre era organista e un nonno direttore d'orchestra), studiò privatamente alla Juilliard School di New York e, fra il 1938 e 39, a Roma con Astolfo Pescia, al quale fu indirizzata da Grace Moore.
Tornata negli Stati Uniti, debuttò nel 1940 a Chicago nel ruolo di Poussette in Manon, iniziando poi un'intensa attività in tutti gli "States" con la compagnia d'opera di Filadelfia e facendo gli importanti esordi alla New York City Opera nel 1943 come Violetta, alla San Francisco Opera e, soprattutto, al Metropolitan nel 45 come Mimì.
La carriera si sviluppò prevalentemente negli Stati Uniti, con qualche sporadica apparizione in Europa e una presenza in Russia (La traviata a Mosca nel '62), con un repertorio in cui prevalsero l'opera italiana (Puccini in particolare) e francese (oltre a Massenet, Gounod, Bizet). Partecipò alle prime americane de I dialoghi delle Carmelitane di Poulenc e di Troilo e Cressida di William Walton a San Francisco.
Oltre a quella operistica, svolse una notevole attività concertistica, con frequenti apparizioni in radio e televisione che ne favorirono la notorietà. Apparve inoltre in due film: Mr. Music del 1950, in cui interpretò se stessa accanto a Bing Crosby, e Il grande Caruso del '51, accanto a Mario Lanza.
Le è stata dedicata una stella nella "Via degli Artisti", sull'Hollywood Boulevard.

## Repertorio
| Ruolo                   | Titolo                       | Autore      |
| ----------------------- | ---------------------------- | ----------- |
| Micaëla                 | Carmen                       | Bizet       |
| Adriana Lecouvreur      | Adriana Lecouvreur           | Cilea       |
| Luisa                   | Luisa                        | Charpentier |
| Margherita              | Faust                        | Gounod      |
| Giulietta Capuleti      | Romeo e Giulietta            | Gounod      |
| Hanna Glawari           | La vedova allegra            | Lehár       |
| Nedda                   | Pagliacci                    | Leoncavallo |
| Manon Lescaut Poussette | Manon                        | Massenet    |
| Fiora                   | L'amore dei tre re           | Montemezzi  |
| Madame Lidoine          | I dialoghi delle Carmelitane | Poulenc     |
| Manon Lescaut           | Manon Lescaut                | Puccini     |
| Mimì                    | La bohème                    | Puccini     |
| Floria Tosca            | Tosca                        | Puccini     |
| Cio-Cio-San             | Madama Butterfly             | Puccini     |
| Minnie                  | La fanciulla del West        | Puccini     |
| Rosalinde               | Il pipistrello               | Strauss     |
| Violetta Valéry         | La traviata                  | Verdi       |

## Discografia

### Incisioni in studio
- Madama Butterfly (selez.), con Daniele Barioni, Clifford Harvout, dir. Dimitri Mitropoulos - 1956 CEDAR
- Tosca (selez.), con Daniele Barioni, Frank Guarrera, dir. Dimitri Mitropoulos - 1957  Metropolitan Opera Records

### Registrazioni dal vivo
- Manon Lescaut, con Jussi Björling, Giuseppe Valdengo, Salvatore Baccaloni, dir. Giuseppe Antonicelli - Met 1949 ed. Myto/Naxos
- Faust, con Giuseppe Di Stefano, Italo Tajo, Leonard Warren, dir. Wilfrid Pelletier - Met 1949 ed. Arkadia/Myto
- Faust, con Jussi Björling, Cesare Siepi, Frank Guarrera, dir. Fausto Cleva - Met 1950 ed. Myto
- Tosca, con Ferruccio Tagliavini, Paul Schöffler, dir. Fausto Cleva - Met 1952 ed. Melodram
- Faust, con Giuseppe Campora, Jerome Hines, Frank Guarrera, dir. Pierre Monteux - Met 1956 ed. Lyric Distribution
- Madama Butterfly (selez.), con Daniele Barioni, Cliffort Harvout, dir. Dimitri Mitropoulos - Met 1956 ed. Living Stage/Theorema
- La bohème, con Richard Tucker, Ettore Bastianini, Laurel Hurley, Cesare Siepi, dir. Tibor Kozma - Met 1957 ed. Myto
- La traviata (selez.), con Thomas Hayward, Cornell MacNeil, dir. Renato Cellini - New Orleans 1958 ed. VAI
- Madama Butterfly, con Daniele Barioni, Richard Torigi, dir. Renato Cellini - New Orleans 1960 ed. VAI
- Madama Butterfly, con Eugenio Fernandi,  Mario Sereni, dir. Dimitri Mitropoulos - Met 1960 ed. Walhall
- Manon Lescaut, con Carlo Bergonzi, Mario Sereni, Salvatore Baccaloni, dir. Fausto Cleva - Met 1960 ed. Bongiovanni
- La fanciulla del west, con Sándor Kónya, Tito Gobbi, dir. Francesco Molinari Pradelli - San Francisco 1960 ed. Opera Loves
- La fanciulla del west, con Richard Tucker, Anselmo Colzani - dir. Fausto Cleva - Met 1962 ed. Myto
- La fanciulla del west, con Franco Corelli, Anselmo Colzani, dir. Anton Guadagno - Filadelfia 1964 ed. Melodram
- La fanciulla del west, con Franco Corelli, Anselmo Colzani, dir. Jan Behr - Met 1966 ed. Opera Lovers